# Budzów (Gorzów Śląski)

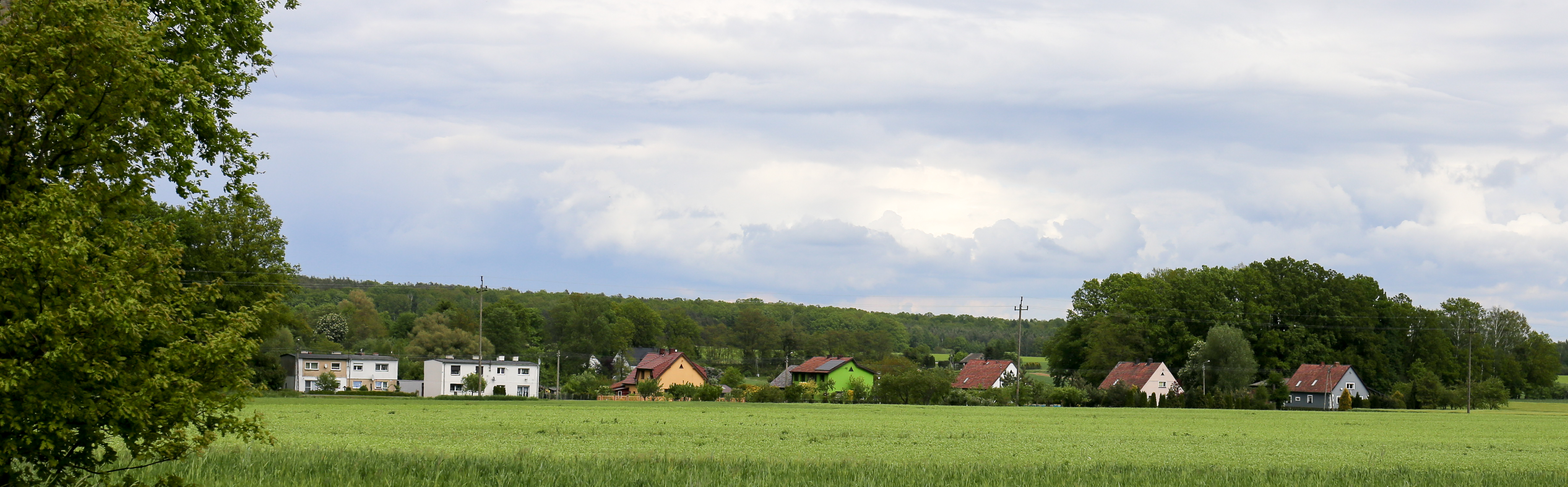
Ortsansicht

Budzów (deutsch Busow, auch Budsow oder Budzow) gehört zur Stadt- und Landgemeinde Gorzów Śląski (Landsberg O.S.) im Powiat Oleski der Woiwodschaft Opole in Polen.

## Geographie
Budzów liegt fünf Kilometer westlich von Gorzów Śląski (Landsberg O.S.), 18 Kilometer nordwestlich von Olesno (Rosenberg) und rund 50 Kilometer nordöstlich von  Opole (Oppeln) am Bach Wierzbnik. Nördlich des Dorfes erstreckt sich ein weitläufiges Waldgebiet.
Nachbarorte von Budzów sind im Westen Pakoszów (Donnersmark) und im Südosten Dębina  (Dupine).

## Geschichte
Der Ort wurde 1297 erstmals als Byrdzin erwähnt.
Nach der Neugliederung der Provinz Schlesien gehörte die Landgemeinde Busow ab 1816 zum Landkreis Rosenberg O.S. im Regierungsbezirk Oppeln. 1845 bestanden im Dorf ein Vorwerk, eine evangelische Schule, ein Jägerhaus, eine Brennerei und 35 Häuser. Die Einwohnerzahl lag damals bei 368, davon acht evangelisch. 1861 zählte der Ort 23 Gärtner- und vier Häuslerstellen. 1874 wurde der Amtsbezirk Busow gebildet. Erster Amtsvorsteher war der Rittergutsbesitzer Kober.
Bei der Volksabstimmung in Oberschlesien am 20. März 1921 stimmten 139 Wahlberechtigte für einen Verbleib bei Deutschland und 40 für Polen. Busow verblieb beim Deutschen Reich. 1925 lebten 311 Einwohner im Ort, 1933 waren es 380 Einwohner. Am 27. April 1936 wurde das Dorf in Forstfelde umbenannt. Am 1. April 1939 wurde Forstfelde nach Donnersmarck eingemeindet. Bis 1945 befand sich der Ort im Landkreis Neustadt O.S.
Als Folge des Zweiten Weltkrieges fiel Forstfelde 1945 mit dem größten Teil Schlesiens an Polen. Nachfolgend wurde es in Budzów umbenannt und der Woiwodschaft Schlesien angeschlossen. Von 1950 bis 1975 gehörte es zur Woiwodschaft Opole und anschließend Woiwodschaft Częstochowa (Tschenstochau). 1999 kam der Ort zum wiedergegründeten Powiat Oleski in der Woiwodschaft Opole.